# Качкашур
Качкашу́р (рос. Качкашур) — присілок в Глазовському районі Удмуртії, Росія. 

## Населення
Населення — 807 осіб (2010; 752 в 2002).
Національний склад станом на 2002 рік:
- удмурти — 77 %

## Урбаноніми[3]
- вулиці — Вчительська, Зарічна, Комсомольська, Лучна, Миру, Молодіжна, Нова, Польова, Радянська, Т.Барамзіної, Тополина, Центральна